# Chrusty (powiat łaski)
Chrusty – wieś w Polsce położona w województwie łódzkim, w powiecie łaskim, w gminie Widawa.
Chrusty leżą nad rzeką Nieciecz. W latach 1975–1998 miejscowość należała administracyjnie do województwa sieradzkiego.
W Chrustach znajdował się dworek, do którego na wakacje do dziadków przyjeżdżała pisarka Janina Porazińska, co opisuje w książce pt.  I w sto koni nie dogoni (wspomnienia).